# Octávio da Veiga Ferreira
Octávio Reinaldo dos Santos da Veiga Ferreira (Lisboa, 28 de Março de 1917 — Lisboa, 14 de Abril de 1997) foi um engenheiro, geólogo e arqueólogo português.

## Biografia

### Nascimento e formação
Octávio da Veiga Ferreira nasceu em 28 de Março de 1917, sendo natural da cidade de Lisboa. Foi o mais velho de seis irmãos, tendo o seu pai sido um antigo militar que tinha sido afastado das forças armadas por participar na Revolução monárquia falhada de 1919. Fez o serviço militar primeiro em Tancos e no Algarve, e depois como oficial telegrafista na marinha mercante. Inicialmente procurou continuar a sua carreira na marinha de guerra, mas foi impedido pelos familiares, de simpatias monárquicas, que consideravam que aquele ramo das forças armadas estava dominado pelos republicanos.
Em 1941 terminou o curso de engenheiro técnico de minas no Instituto Industrial de Lisboa, e nesse ano entrou no curso de pré-história da Faculdade de Letras de Lisboa, que era ensinado pelo abade francês Henri Breuil. Durante a sua juventude teve uma carreira destacada no desporto, tendo participado em várias modalidades, como hóquei em patins, pugilismo, futebol, pelo Sporting Clube de Portugal, Académica de Coimbra, a Académica de Santarém, e a União de Lisboa, e rubgy, tanto pelo Clube do Belenenses como integrado na equipa do Instituto Industrial.
Em 1965 concluiu o doutoramento em Ciências Naturais na Universidade de Paris, com a tese La culture du vase campaniforme au Portugal. Foi o primeiro arqueólogo em Portugal a tirar um doutoramento sobre uma temática ligada à pré-história nacional.

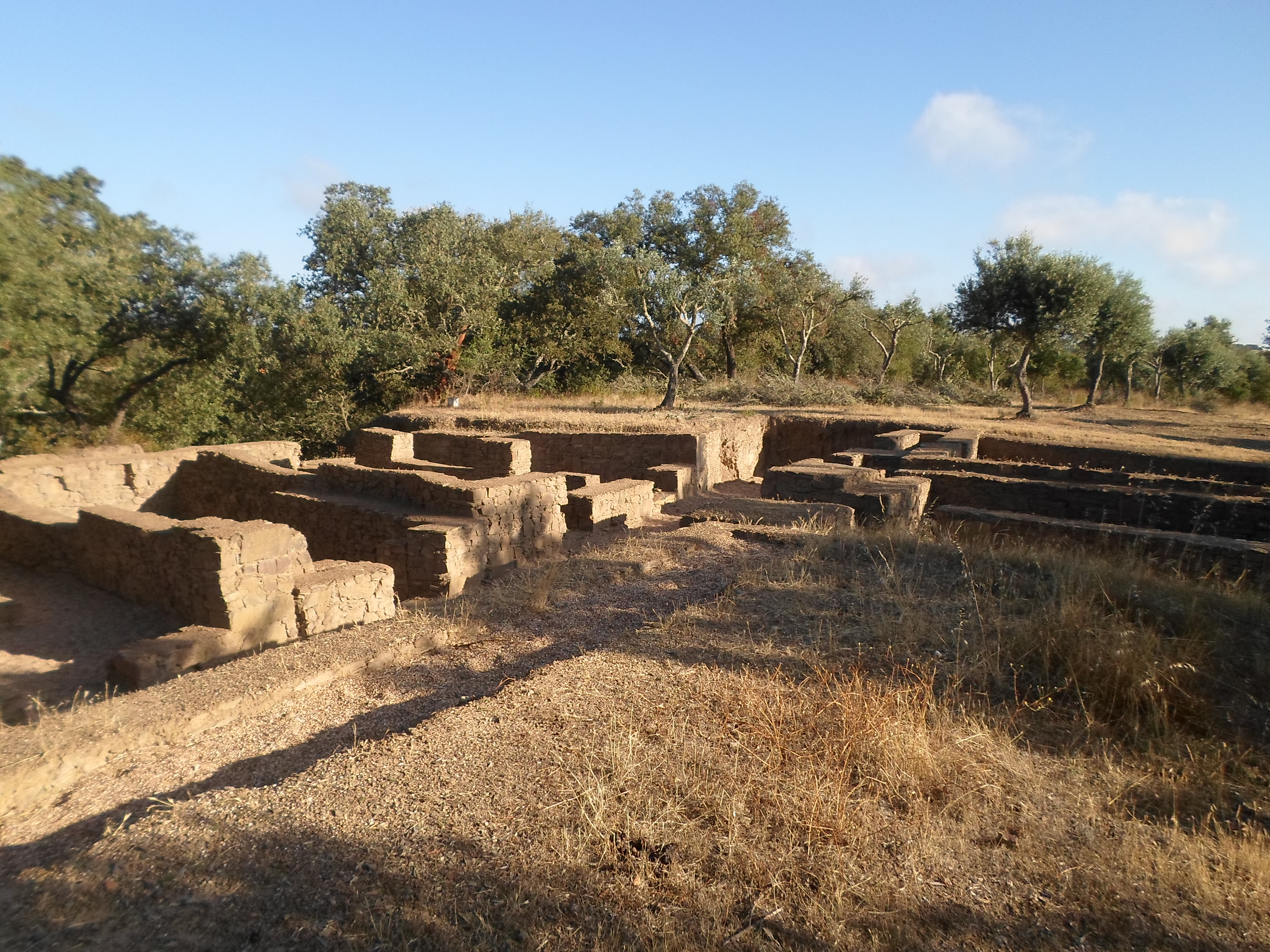
Sítio arqueológico do Povoado das Mesas do Castelinho, em Almodôvar.

### Carreira profissional
Após o final do curso de engenharia, empregou-se na Comissão Reguladora do Comércio de Metais, em 1941. Em 1944 passou para a Direcção Geral de Minas e Serviços Geológicos, e no ano seguinte esteve a fazer trabalhos para aquele organismo na zona das Caldas de Monchique, durante os quais fortaleceu as suas ligações à comunidade arqueológica portuguesa, através dos vários grupos que estavam a fazer escavações no local. Nessa altura conheceu o arqueólogo Abel Viana, tendo ambos feito várias pesquisas junto à estância termal, em conjunto com José Formosinho, incluindo o estudo de vários monumentos funerários. Também na década de 1940, aquele grupo identificou o sítio do Cerro do Castelo da Nave, igualmente no concelho de Monchique. Além de participar em escavações, Veiga Ferreira também começou nessa altura a escrever trabalhos arqueológicos.
Em 1950 começou a trabalhar nos Serviços Geológicos de Portugal, principalmente no ramo da paleontologia, no estudo do espólio do museu daquele organismo, e à cartografia geológica. Nessa década, Octávio da Veiga Ferreira continuou a sua colaboração com Abel Viana, tendo ambos estudado o sítio arqueológico do Povoado das Mesas do Castelinho, no Alentejo. Também trabalhou com outras importantes individualidades da arqueologia nacional, como António Mendes Correia, Vera Leisner, Jean Roche, Manuel Afonso do Paço e Albuquerque e Castro. Morou em Oeiras nos anos 50 e 60, tendo nessa altura feito um importante contributo para a arqueologia naquele concelho. Em 1970, apresentou a comunicação Estudo do Campaniforme na Península de Lisboa, no âmbito do grupo Amigos de Lisboa.
Destacou-se principalmente pela sua participação na série de televisão Do Paleolítico ao Romano, que foi emitida pela Rádio Televisão Portuguesa entre 1982 e 1983. Publicou igualmente um grande número de trabalhos arqueológicos, que ultrapassaram as quatro centenas. Integrou-se na Universidade Nova de Lisboa por convite de António Henrique Rodrigo de Oliveira Marques, tendo ensinado na Faculdade de Ciências Humanas e Sociais entre 1977 a 1987, ensinando na cadeira de pré-história, que fazia parte da licenciatura em história. Em 1987 jubilou-se daquele estabelecimento, por ter atingido o limite de idade.
Como geólogo, trabalhou principalmente em paleontologia e cartografia, tendo concluído mais de trinta obras sobre o primeiro tema, tanto sozinho como com outros autores. Em termos de cartografia, colaborou na publicação de cerca de setenta notícias explicativas, e na criação de 36 cartas geológicas, nas escalas 1:50 000 e 1:25 000. Também estudou o vulcanismo, tendo publicado alguns trabalhos sobre este tema e participado em diversas missões científicas dos Serviços Geológicos ao Arquipélago dos Açores, durante os quais colaborou com outros investigadores, como Georges Zbyszewski. Dedicou-se igualmente ao estudo da estratigrafia.

### Falecimento e família
Em 1941 casou com Maria Luísa Fernandes Bastos, com quem teve duas filhas, Seomara (1942) e Ana Maria (1945).
Faleceu na cidade de Lisboa, 14 de Abril de 1997.

### Homenagens
Recebeu as medalhas de Mérito Municipal de Rio Maior e Cascais, e já após o seu falecimento, a medalha de ouro de Mérito Municipal de Oeiras. Também foi-lhe dedicado um monumento relativo à arquitectura, erigido num jardim de Rio Maior.

### Vida Pessoal
Fez parte da Maçonaria, tendo sido iniciado em 1976 no Grande Oriente Lusitano, na Loja Rebeldia.

## Obras publicadas
- CARDOSO, João Luís; RAPOSO, Luís; FERREIRA, Octávio da Veiga (2002). A Gruta Nova da Columbeira: Bombarral. Bombarral: Câmara Municipal do Bombarral. 142 páginas. ISBN 972-8561-04-0
- PEREIRA, Eurico; FARINHA, João B.; SILVA, A. M. Vieira da; FERREIRA, Octávio da Veiga (2007). Notícia explicativa da folha 13-D Oliveira de Azeméis. Col: Carta geológica de Portugal. Lisboa: Instituto Nacional de Engenharia, Tecnologia e Inovação. 55 páginas
- VIANA, Abel; FERREIRA, Octávio da Veiga; SERRALHEIRO, P. A. (1957). «Apontamentos arqueológicos dos concelhos de Aljustrel e Almodôvar». XXIII Congresso Luso‐Espanhol para o progresso das ciências. Coimbra: Associação Portuguesa para as Ciências Históricas e Filológicas. p. 461 a 470
- SAAVEDRA, João L.; MONTEIRO, J. Almeida; FERREIRA, Octávio da Veiga (2012). Trabalhos arqueológicos no castelo de D. Framundo em Famalicão da Nazaré. Nazaré: Biblioteca da Nazaré. 57 páginas. ISBN 978-972-99736-1-1